# Коммуникативный кодекс
Коммуникативный кодекс — это система принципов построения диалога, которая рассматривает речевое поведение каждой из сторон как обдуманные и осознанные речевые действия. Выступает регламентирующей системой для анализа моделей речевого поведения, их успешной или неуспешной организации. Базируется на принципе кооперации Герберта Пола Грайса и принципе вежливости Джеффри Лича (англ. Geoffrey Leech).
Грайс описывает максимы совместного оперирования информацией, Дж. Лич — максимы взаимного расположения говорящих. Максимы одинаковы вне зависимости от культурной принадлежности сторон диалога. Базовой категорией для формирования коммуникативного кодекса выступает коммуникативное намерение (интенция).

## Базовые принципы кодекса

### Принцип кооперации Г. Грайса
Опирается на понимание диалога как совместной деятельности участников, каждый из которых вносит свой вклад в построение коммуникации, признавая общую цель диалога. Принцип отражает готовность партнёров к коммуникации. Сам Грайс описывал его суть как: «Делай свой вклад в разговор таким, какого требует данный момент именно в той ситуации, когда идёт разговор, с той целью и в том направлении, куда идёт разговор, в который ты вовлечён».
Грайс ввёл четыре максимы, достижение которых способствует полному соблюдению принципа:
1. Максима качества информации:
  1. Не говори того, что считаешь ложным.
  2. Не говори того, в чём сомневаешься, для доказательства чего нет исчерпывающих аргументов.
2. Максима количества информации:
  1. Изложи не меньше информации, чем требуется.
  2. Изложи не больше информации, чем требуется.
3. Максима релевантности:
  1. Не отходи от темы.
4. Максима ясности:
  1. Будь последовательным:
  2. Избегай неясности.
  3. Избегай двусмысленности.
  4. Будь краток.
  5. Будь систематичен.

Во время реального речевого общения участники могут не соблюдать все максимы, но стремиться к этому. Таким образом, удастся сохранить внимание и контакт с собеседником. При этом важно учитывать баланс известного и неизвестного для конкретной аудитории.
К категориям количества, качества и меры как к основополагающим в своих философских учениях обращались ещё И. Кант и Г. Гегель. Кант рассматривал количество и качество как формы мышления, производства и получения знания. Гегель считал все три категории характеристиками бытия. Единство качества и количества, по мнению философа, можно выразить мерой.

### Принцип вежливости Дж. Лича
Выражает некий эталон взаимного отношения собеседников друг к другу, который способствует успеху коммуникации. Отсылает к этическим нормам. В него включены:
1. Максима такта (соблюдение границ частных речевых интересов).
2. Максима великодушия (соблюдение позиций равенства в диалоге).
3. Максима одобрения (соблюдение позитивного настроя в отношении позиции собеседника).
4. Максима скромности (контроль самооценки, её реалистичное представление).
5. Максима согласия (направленность на поиск компромисса).
6. Максима симпатии (выражение благожелательного отношения к собеседнику и его позиции).

### Нарушение коммуникативного кодекса
Несоблюдение некоторых максим может оказывать положительное воздействие на результат коммуникации. Это происходит в силу психологических особенностей восприятия информации. Пример: максима ясности П. Грайса может быть нарушена при использовании эвфемистических выражений, направленных на эффективный и непрямой посыл аудитории. Максима количества информации П. Грайса чаще всего нарушается в рекламных сообщениях для достижения наибольшей вовлечённости аудитории. Для этого используются такие средства речи, как умолчание, недосказанность.